# Bahamaspecht
Der Bahamaspecht (Melanerpes superciliaris) ist eine Vogelart aus der Familie der Spechte (Picidae). Diese mittelgroße Spechtart bewohnt mit fünf Unterarten zahlreiche Inseln der nördlichen Karibik; den größten Teil des Weltbestandes beherbergt die kubanische Hauptinsel. Bahamaspechte besiedeln ein breites Spektrum baumbestandener Habitate. Die meist auf Bäumen gesuchte Nahrung besteht vorwiegend aus Insekten und Spinnen sowie Früchten, gelegentlich werden auch kleine Wirbeltiere gefressen. Die Art ist trotz anscheinend rückläufiger Bestände noch häufig und wird von der IUCN als ungefährdet („least concern“) eingestuft.

## Beschreibung
Bahamaspechte sind mittelgroße Spechte mit langem, leicht meißelförmig zugespitztem und an der Basis recht breitem Schnabel. Der Schnabelfirst ist nach unten gebogen. Die Körperlänge beträgt etwa 27–32 cm, das Gewicht 83–126 g. Sie sind damit etwa so groß, aber deutlich leichter als der auch in Mitteleuropa verbreitete Grauspecht. Die Art zeigt wie die meisten Spechtarten einen deutlichen Geschlechtsdimorphismus bezüglich der Färbung, Weibchen sind außerdem weniger kräftig gebaut und etwas kurzschnäbeliger als Männchen.
Bei Männchen der Nominatform ist die gesamte Oberseite auf bräunlich-weißem Grund schwarz quergebändert. Auf dem unteren Rücken und den Oberarmdecken sind diese Bänder weniger zahlreich und schmaler. Die weißen Oberschwanzdecken zeigen eine ebenfalls nur schmale, hufeisenförmige dunkle Bänderung. Schirmfedern und Armschwingen sind schwarz mit breiter weißer Bänderung. Die oberen Handdecken sind schwarz mit im frischen Gefieder weißen Spitzen. Die Handschwingenoberseiten sind ebenfalls schwarz mit weißen Spitzen, die Basen sind weiß und bilden einen im Flug auffallenden, recht großen weißen Flügelfleck. Auch der Schwanz ist oberseits überwiegend schwarz. Bei den beiden zentralen Steuerfedern sind die Innenfahnen sehr breit weiß gebändert und die Außenfahnen haben eine weiße Basis. Die beiden äußersten Steuerfedern zeigen auf den Außenfahnen ebenfalls eine weiße Querbänderung. Die Unterseite des Rumpfes ist überwiegend einfarbig blass grau mit einem kräftigen rotbräunlichen Ton auf der Brust, der zur unteren Brust mehr in oliv-gelb übergeht und mit mehr blass gelbbräunlichen Seiten. Flanken und Unterschwanzdecken sind weißlich und zeigen auf diesem Grund ein schwärzliche, pfeilspitzenartige Bänderung. Die Bauchmitte ist diffus rot bis orange-rot. Die Schwingen sind unterseits mehr grau, die Unterflügeldecken sind schwarz und weiß quergebändert, die Schwanzunterseite ist ebenfalls etwas blasser und mehr grau nach außen.
Der Schnabel ist schwarz, Beine und Zehen sind oliv-grau. Die Iris ist rotbraun.
Männchen zeigen am Schnabelgrund vor dem Auge eine hellrote Zone. Stirn und Kopfseiten sind weiß bis bräunlich weiß, Oberkopf und Nacken sind rot. Vor dem Auge befindet sich ein kleiner schwarzer Bereich, der nach oben in einen kurzen, aber kräftigen schwarzen Überaugenstreif übergeht, der entlang des mittleren Oberkopfes verläuft. Beim Weibchen ist die Oberkopffärbung schwärzlich und weiß bräunlich durchsetzt, die rote Färbung ist auf Hinterkopf und Nacken beschränkt.

## Verbreitung und Lebensraum
Das Verbreitungsgebiet des Bahamaspechts umfasst zahlreiche Inseln in der nördlichen Karibik, den größten Teil des Weltbestandes beherbergt die kubanische Hauptinsel. Weiterhin kommt die Art auch auf kleineren Inseln Kubas, auf Grand Cayman sowie auf den zu den Bahamas gehörenden Inseln Grand Bahama, Abaco und San Salvador vor.
Bahamaspechte bewohnen dort ein breites Spektrum baumbestandener Habitate von Mangrove und Palmenplantagen bis zu verschiedenen Waldgesellschaften. Die Art kommt von Meereshöhe bis in die Gebirge vor.

## Systematik
Es werden fünf Unterarten anerkannt:
- Melanerpes s. superciliaris (Temminck, 1827); die Nominatform bewohnt die kubanische Hauptinsel, die Centiles Keys und angrenzende Inseln. Sie ist die größte Unterart.

- Melanerpes s. blakei (Ridgway, 1886); Endemit der Insel Abaco; insgesamt dunkler als die Nominatform, die weiße Oberseitenbänderung ist schmaler, auf dem oberen Rücken häufig mit grünlich-braunem Ton, Gesicht und Unterseite sind insgesamt dunkler und grauer, die Rotfärbung an der Schnabelbasis ist blasser und weniger ausgedehnt.

- Melanerpes s. caymanensis (Cory, 1886); Endemit der Insel Grand Cayman; die dunkle Bänderung auf Rumpfoberseite und Flügeldecken ist viel schmaler als bei Nominatform, der Schwanz hat eine gleichmäßigere weiße Bänderung, die sich auf den mittleren Steuerfedern bis auf die Außenfahnen ausdehnt, die Bänderung der Oberschwanzdecken ist unregelmäßiger, die Rotfärbung an der Schnabelbasis ist blasser und weniger ausgedehnt. Der dunkle Überaugenstreif fehlt, dieser Bereich ist weiß. Bei den Weibchen ist der Oberkopf graubraun und nicht schwarz.

- Melanerpes s. murceus (Bangs, 1910); Endemit der kubanischen Inseln Isla de la Juventud, Cayo Largo und Cayo Real; Färbung weitgehend wie Nominatform, aber kleiner, Schnabellänge und Flügellänge sind etwas geringer, die Schwanzlänge ist deutlich geringer als bei der Nominatform.

- Melanerpes s. nyeanus (Ridgway, 1886); Endemit der zu den Bahamas gehörenden Inseln Grand Bahama und San Salvador; viel kleiner als Nominatform und in der Färbung recht variabel, der schwarze Überaugenstreif ist kürzer oder fehlt, die Unterseite ist grünlich getönt, die Oberschwanzdecken sind eher gerade quergebändert.

## Ernährung
Die Nahrung wird überwiegend an Bäumen gesucht, gelegentlich auch auf dem Boden, dabei suchen die Tiere vor allem Bromelien ab. Diese Spechte fressen Insekten und Spinnen sowie kleine Früchte, vereinzelt werden auch kleine Wirbeltiere wie Laubfrösche und Kugelfingergeckos gefressen. Die Nahrung wird überwiegend durch Ablesen erlangt.

## Fortpflanzung
Die Brutzeit erstreckt sich von Januar bis August. Die Höhlen werden in toten Bäumen und Palmen in Höhen zwischen 2 und 6 m angelegt. Die Gelege umfassen meist vier Eier. Weibchen können gleichzeitig zwei Gelege bebrüten, die Fütterung der Nestlinge erfolgt überwiegend durch die Männchen. Offenbar kommen Zweitbruten in einer Saison vor.

## Bestand und Gefährdung
Angaben zur Größe des Weltbestandes gibt es nicht, die Art ist zumindest auf Kuba häufig. Der Bestand ist anscheinend rückläufig, der Bahamaspecht wird von der IUCN aber insgesamt noch als ungefährdet („least concern“) eingestuft.